# Темна рідина
В  астрономії і  космології поняття темна рідина є альтернативою теорії як темної матерії, так і темної енергії й намагається пояснити обидва явища в єдиній структурі.
Гіпотеза про темну рідину передбачає, що темна матерія і темна енергія не є окремими фізичними явищами, як вважалося раніше, і не мають окремого походження, але вони тісно пов'язані одна з одною і можуть розглядатися як дві грані однієї рідини. В галактичних масштабах темна рідина поводиться як темна матерія, а в більших масштабах її поведінка стає схожим на темну енергію. Наші спостереження в масштабах  Землі і  Сонячної системи в даний час є недостатніми для пояснення гравітаційних ефектів, які спостерігаються в таких великих масштабах. Було показано, що простій темній рідині з негативною масою притаманні властивості, необхідні для пояснення як темної матерії, так і темної енергії.

## Огляд
Останнім часом в  астрофізиці і космології виникли дві головні загадки, пов'язані з законами гравітації. Першим було усвідомлення того, що всередині галактик недостатньо видимих зірок або газу, щоб пояснити їх високу швидкість обертання. Теорія темної матерії була створена, щоб пояснити це явище. Вона передбачає, що галактики обертаються так швидко, тому що в галактиках (включаючи наш власний Чумацький Шлях) більше речовини, ніж можна побачити, якщо тільки підрахувати масу зірок і газу, і що ця (темна)  матерія невидима, тому що вона не взаємодіє з електромагнітними силами, з якої виходять всі форми світла.
Друга загадка виникла зі спостережень дуже специфічного виду наднових, відомих як наднові типу Ia, що використовуються як «стандартні свічки»: коли вони порівнювалися у віддалених і прилеглих галактиках, було виявлено, що віддалена наднова слабкіше, і, як виявилося, далі, ніж очікувалося. Це означало, що Всесвіт не тільки розширювався, але і прискорював своє розширення. Теорія темної енергії була створена, щоб пояснити це явище.
Традиційний підхід до моделювання ефектів  гравітації передбачає, що загальна відносність так само вірна в космологічних масштабах, як і в Сонячній системі, де її передбачення були перевірені більш точно. Однак не зміна правил гравітації має на увазі присутність темної матерії та темної енергії в частинах Всесвіту, де кривина просторово-часового різноманіття набагато менше, ніж в Сонячній системі. Феноменологічно можливо змінити рівняння гравітації в областях малої кривини простору-часу так, що динаміка простору-часу викликає те, що ми приписуємо присутності темної матерії та темної енергії. Теорія темної рідини передбачає, що темна рідина являє собою особливий вид рідини, притягувальна і відштовхувальна поведінка якої залежить від локальної щільності енергії. У цій теорії темна рідина поводиться як темна матерія в областях простору, де щільність баріонів висока. Ідея полягає в тому, що, коли темна рідина знаходиться в присутності речовини, вона сповільнюється і коагулює навколо неї; тоді це привертає більше темної рідини, щоб згортатися навколо неї, таким чином посилюючи силу гравітації біля неї. Ефект завжди присутній, але стає помітним тільки в присутності дуже великої маси, такої як галактика. Це опис аналогічно теоріям темної матерії, і окремий випадок рівнянь темної рідини відтворює темну матерію.
З іншого боку, в місцях, де відносно мало матерії, як, наприклад, в пустотах між надскупченнями галактик, ця теорія передбачає, що темна рідина послаблюється і набуває негативний тиск. Таким чином, темна рідина стає силою відштовхування, з ефектом, подібним з ефектом темної енергії.
Темна рідина виходить за межі темної матерії та темної енергії в тому сенсі, що вона пророкує безперервний діапазон притягувальних і відштовхувальних якостей при різних випадках щільності речовини. Дійсно, окремі випадки різних інших теорій гравітації відтворюються темною рідиною, наприклад,  інфляція, квінтесенція, k-сутність,  f(R),  узагальнений айнштайнівський ефір f(K), MOND, TeVeS, BSTV і т. д. Теорія темної рідини також пропонує нові моделі, такі як певна модель f (K + R), яка пропонує цікаві[уточнити] поправки до MOND, які залежать від червоного зсуву і щільності.

## Спрощувальні припущення
Теорія темної рідини не розглядається як стандартна модель механіки рідини, тому що багато рівнянь механіки рідини занадто важко вирішити повністю. Формалізований гідродинамічний підхід, такий як узагальнена модель газу Чаплигіна, був би ідеальним методом для моделювання цієї теорії, але в даний час він вимагає занадто великої кількості точок даних спостережень, щоб бути здійсненним в обчислювальному відношенні, також ще недостатньо таких точок даних для космологів. Замість цього було розпочато крок спрощення, шляхом моделювання теорії за допомогою моделей скалярного поля, як це робиться в інших альтернативних підходах до темної енергії і темної матерії.